# Tiplice obrovská
Tiplice obrovská (Tipula maxima) je největší druh tiplice v Česku.

## Vzhled

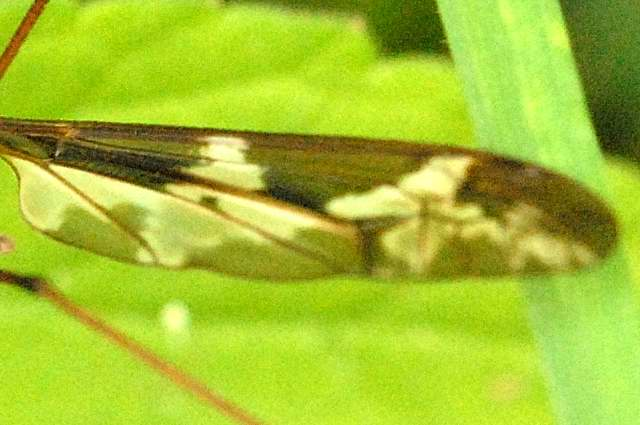
Typický vzor křídel

Délka těla je 2,7 až 4 cm. Rozpětí křídel 5,5 až 6,5 cm. Hlava je oproti zbytku těla nápadně malá. Tělo bývá světle šedé a samec od samice se odlišuje tak, že samice má na konci zadečku špičaté kladélko. Křídla má lehce mléčně zakalená nebo průhledná a mohou na nich být černé, šedé nebo hnědé vzory. Velmi dlouhé nohy jsou křehké a snadno se odlomí. Larvy mají až 5 cm a jejich zbarvení se pohybuje ve škále od bílé až po světle šedou barvu. Larvy mívají také poměrně silnou pokožku.

## Výskyt
Vyskytuje se nejvíc ve středních nadmořských výškách a v Česku i střední Evropě je její výskyt běžný. Vyskytuje se blízko u malých vodních toků s bahnitým dnem.

## Život
Dospělci se objevují v období květen – červenec a jsou aktivní večer při soumraku. Přes den se rádi pohybují na místech ve stínu. Křehké nohy mohou využívat i jako ochranu před predátory. Pokud jsou dospělé tiplice uchopeny za nohu, část končetiny se velmi snadno odlomí a tiplice obrovská tak může snadno uprchnout. Na nohách dospělce je několik určitých míst, ve kterých se noha odlomí, aniž by došlo k vážnějšímu zranění. Larvy se živí rostlinnými zbytky a žijí ve vodním prostředí, obvykle je lze najít na dně. Dospělci mohou přijímat jen tekutou stravu, vodu a nektar.